# Mr. Pickles
Mr Pickles est une série d'animation pour adultes américaine créée par Will Carsola et Dave Stewart, diffusée sur Adult Swim depuis le 21 septembre 2014.
En France, elle est diffusée depuis le 24 juillet 2019 sur Toonami dans la case [adult swim], proposée le soir de 23h à 2h du matin. Elle est également disponible en SVOD sur les applications Molotov TV depuis septembre 2019, Free et MyCanal.
Au Canada, la série est diffusée sur Adult Swim Canada.

## Synopsis
Dans la petite ville démodée de Old Town, les Goodman ont un fils candide et benêt de 6 ans prénommé Tommy, qui a pour animal de compagnie un border collie démoniaque nommé M. Pickles. Tous deux passent leurs journées à se défouler dans la vieille ville. Alors que Tommy, sa famille et toutes les personnes que M. Pickles tolère l'ignorent (à l'exception du grand-père de Tommy), M. Pickles s'éclipse secrètement pour tuer et mutiler d'innombrables victimes. Souvent il les ramène dans son repaire souterrain et les ressuscite pour les soumettre à ses ordres. Il provoque des déchaînements meurtriers contre ceux qui menacent son jeune maitre, ceux qui se mettent en travers de son chemin ou ceux qui l'ennuient. Il remet de l'ordre dans la ville criblée de crimes non résolus par le shérif qui est stupide.

## Distribution

### Version Originale
- Dave Stewart : Mr. Pickles, Floyd, Linda
- Kaitlyn Robrock : Tommy Goodman, Candy
- Brooke Shields : Beverly Goodman
- Jay Johnston : Stanley Goodman
- Frank Collison : Henry Gobbleblobber, Mr. Bojenkins
- Will Carsola : Sheriff, Boss
- Alex Désert : Mr. Bojenkins
- Joey Lauren Adams : La Fille
- Pamela Adlon : Mary
- Andy Daly : Docteur
- Colton Dunn : Darrel
- Dave Foley : scientifique
- Vivica A. Fox : Poison
- Brett Gelman : Cheeseman
- Barbara Goodson : Agnes Gobbleblobber/Steve
- Elaine Hendrix : Lorena
- Carrie Keranen : Lisa
- Stephen Root : Mr. Montgomery
- Amy Sedaris : Sally

### Version française
- Frédéric Cerdal : Grand'Pa
- Pascale Chemin : Tommy
- Catherine Collomb :  Linda
- Gwénaëlle Julien : Suzie/Wanda
- Jean-Pierre Leblan : Mr Goodman
- Patrick Noérie : Old Man/Don Jabacoolie
- Patrick Pellegrin : Floyd/Sheriff
- Yann Pichon : Big Foot/Mr Bojenkins
- Sophie Planet : Mrs Goodman
- Christophe Seugnet : Jock Brett
- Adrien Solis : Boss/ suit 1

## Personnages
- Mr Pickles est un chien de la race Border collie appartenant à la famille GoodMan. Celui-ci se révèle être un chien démoniaque qui prend plaisir à avoir des rapports sexuels avec les animaux ainsi que certaines de ses victimes humaines. Tuer les humains et  dessiner des pentagrammes sataniques dans le jardin familial a un lien avec son histoire et est un passe-temps pour Mr Pickles. Sous sa niche se cache son "antre", véritable labyrinthe chaotique étant une grotte remplie de victimes rescapées sous ses ordres. Il semble montrer une attirance pour Beverly GoodMan (Il se glisse sous sa jupe ou simule des positions sexuelles sur elle, cette dernière pensant qu'il est simplement affectueux). Il semble aussi beaucoup aimer Tommy GoodMan et l'aide quelle que soit la situation. L'histoire de Mr Pickles remonte au VIIe siècle, au Moyen Âge, où ses ancêtres canidés ont été sacrifiés par les paysans locaux pour "nourrir les Dieux". Mais un jour, le Dieu des Enfers, Lucifer est apparu pour donner à un de ses ancêtres le pouvoir de contrôler les animaux et agir pour tuer et se venger.
- Tommy GoodMan est le fils de la famille GoodMan et est âgé de 6ans (saison 1). Il est physiquement handicapé et se déplace en orthèses. Il semble ne pas comprendre ce qui se passe autour de lui et n'a jamais l'œil posé sur Mr Pickles quand il révèle sa véritable identité. Il le considère comme son meilleur ami et se déplace par moments sur le dos de celui-ci.
- Beverly GoodMan est la mère de famille. Elle assume le rôle de mère modèle même si la lassitude la gagne d'épisodes en épisodes. Elle finit par montrer plus de force et d’autonomie au fil de l'histoire.
- Henry Gobbleblobber Grand-père de Tommy, il est le seul à connaître la vraie nature de Mr Pickles et cherche à protéger sa famille de cette « menace ». Cependant, lorsqu'il témoigne des crimes de Mr Pickles, tout le monde le prend pour un fou.  Il est souvent après Mr Pickles et Tommy le n°3 de l'histoire, sa part narrative prenant souvent une grande importance - notamment dans la découverte du vrai Mr Pickles, celui qui parle.
- Stanley GoodMan Père de la famille GoodMan. Il travaille dans le télémarketing et semble avoir du mal à se faire respecter de son entourage. Il est insignifiant et naïf par moments, il ne se doute même pas des actes de Mr Pickles.
- Steve L'esclave (SM) de Mr Pickles. Il réside dans sa niche, son "antre". On apprend dans le dernier épisode de la saison 2 qui se cache sous sa combinaison en latex.
- Floyd Collègue et "ami" de Stanley GoodMan. Il est particulièrement obèse et est souvent représenté avec de la malbouffe, ou du moins en essayant d'en obtenir. Ses traits physiques sont très exagérés.
- Shérif Oui oui, c'est son prénom et son métier. De plus, il se déplace en patins à roulettes et est incompétent, se comportant comme un enfant. Il habite avec sa mère et a en possession une poupée de chiffon nommée Abygaëlle.

## Épisodes
L'épisode pilote est sorti en 2013.

### Première saison (2014)
1. Tommy est amoureux
2. La tarte de la fête des pères
3. Fausses balles
4. Monsieur Fromage
5. Retour vers le présent
6. Dent pour sang
7. Nuit de folie
8. Une vie de chien
9. Où est passé Mr. Pickles?
10. Le repaire de Mr Pickles

### Deuxième saison (2016)
Description :
M. Pickles, le chien le plus mignon de Old Town's mène encore la pagaille dans toute la ville. Au programme, toujours des déchirures de chairs et des décapitations.
Durant cette deuxième saison les résidents de la ville seront plus présents que dans la saison précédente. On y retrouve le shérif qui recherche un groupe de tueur en série qui se sont échappés, les chasseurs de cerfs à la recherche d'un cerf très rare et insaisissable, ou encore regarder l'astronaute Dolphin détective.
1. L' asile mental
2. Aux gendarmes et aux voleurs
3. Tueurs en série
4. Shövenpucker
5. Un poisson?
6. A.D.D.
7. Mon cher garçon
8. Végans
9. Le talent show
10. Finale saison 2

### Troisième saison (2018)
Description :
Dans cette saison on retrouve M. et Mme Goodman dans une lutte contre les intimidateurs, les zombies et les propriétaires de plantations de télémarketing. On retrouve aussi l’incontournable Shérif dans son épisode "Sheriffs" et on apprendra ce qu'il faut savoir sur Tommy.
1. Cerveau en surchauffe
2. Le fils à Môman
3. B.O.T.T.E.S
4. Les démarcheurs sont démoniaques.
5. Gorzoth
6. Tommy va à l' école
7. Les shérifs
8. Les grosses brutes
9. Le dessin animé de Tommy
10. Finale saison 3

### Quatrième saison (2019)
La première diffusion de cette ultime saison débute le 17 novembre 2019. Elle marque un tournant important dans la série. En effet, Mr Pickles, piégé à son propre jeu, se fait tuer et un chiot femelle de Mr. Pickles nait pour le remplacer auprès de Tommy. La suite de la série sera un Spin-off nommé Momma Named Me Sheriff ayant le Shérif comme personnage principal, avec Mr Goodman comme collègue. 
1. L'arbre de chair.
2. Hats
3. Smelly Glenn.
4. Stuck
5. Stanley Goodmann
6. Bald Boys
7. TV
8. Sunday Man
9. Chili Snakes
10. Finale